# Gillett (Wisconsin)
Gillett ist eine Kleinstadt (mit dem Status „City“) im Oconto County im US-amerikanischen Bundesstaat Wisconsin. Im Jahr 2010 hatte Gillett 1386 Einwohner.
Gillett ist Bestandteil der Metropolregion um die Stadt Green Bay. 

## Geografie
Gillett liegt im Osten Wisconsins, rund 2 km nördlich des Oconto River. Dieser mündet 40 km östlich in die Green Bay des Michigansees. 
Die geografischen Koordinaten von Gillett sind 44°53′24″ nördlicher Breite und 88°18′26″ westlicher Länge. Das Stadtgebiet erstreckt sich über eine Fläche von 3,55 km² und wird vollständig von der Town of Gillett umgeben, ohne dieser anzugehören. 
Benachbarte Orte von Gillett sind Spruce (18,5 km nordöstlich), Oconto Falls (14,7 km östlich), Green Valley (13,9 km südsüdöstlich), Underhill (6,8 km westsüdwestlich) und Suring (16,7 km nordnordwestlich).
Das Stadtzentrum von Green Bay liegt 65,8 km südöstlich von Gillett. Die weiteren nächstgelegenen größeren Städte sind Wisconsins größte Stadt Milwaukee (240 km südlich), Chicago in Illinois (389 km in der gleichen Richtung), Appleton (79,5 km südsüdwestlich), Wisconsins Hauptstadt Madison (247 km in der gleichen Richtung), Wausau (132 km westlich), die Twin Cities in Minnesota (407 km in der gleichen Richtung) und Duluth am Oberen See in Minnesota (455 km nordwestlich).

## Verkehr
Die Wisconsin State Routes 22 und 32 treffen in Gillett zusammen. Alle weiteren Straßen sind untergeordnete Landstraßen, teils unbefestigte Fahrwege sowie innerstädtische Verbindungsstraßen.
Mit dem Austin Straubel International Airport in Green Bay befindet sich 59,3 km südsüdöstlich der nächste Flughafen. 

## Bevölkerung
Nach der Volkszählung im Jahr 2010 lebten in Gillett 1386 Menschen in 592 Haushalten. Die Bevölkerungsdichte betrug 390,4 Einwohner pro Quadratkilometer. In den 592 Haushalten lebten statistisch je 2,29 Personen. 
Ethnisch betrachtet setzte sich die Bevölkerung zusammen aus 91,0 Prozent Weißen, 0,1 Prozent (zwei Personen) Afroamerikanern, 3,4 Prozent amerikanischen Ureinwohnern sowie 4,3 Prozent aus anderen ethnischen Gruppen; 1,2 Prozent stammten von zwei oder mehr Ethnien ab. Unabhängig von der ethnischen Zugehörigkeit waren 5,1 Prozent der Bevölkerung spanischer oder lateinamerikanischer Abstammung. 
23,2 Prozent der Bevölkerung waren unter 18 Jahre alt, 58,8 Prozent waren zwischen 18 und 64 und 18,0 Prozent waren 65 Jahre oder älter. 52,6 Prozent der Bevölkerung waren weiblich.
Das mittlere jährliche Einkommen eines Haushalts lag bei 37.625 USD. Das Pro-Kopf-Einkommen betrug 20.648 USD. 14,4 Prozent der Einwohner lebten unterhalb der Armutsgrenze.